# Michał Antoni Radziwiłł
Książę Michał Antoni Radziwiłł (ur. 1 października 1687, zm. 29 sierpnia 1721 w Uciesze) – młodszy syn Dominika Mikołaja Radziwiłła, kanclerza wielkiego litewskiego, i Anny Marianny Połubińskiej.
W wieku 10 lat (w 1697 roku) odziedziczył po ojcu dobra szydłowieckie (nie wiadomo, kto rządził w jego imieniu), był także założycielem szydłowieckiej linii Radziwiłłów. Piastował urzędy krajczego Wielkiego Księstwa Litewskiego (od roku 1706), urzędy starosty lidzkiego, wiłkomierskiego, kowieńskiego, metelskiego i niemonojckiego. Był posłem wołkomierskim na sejm 1718 roku.
Dzięki małżeństwu z Marcjanną Siesicką (zm. 1736), którą poślubił w 1704 r., stał się właścicielem dóbr w województwie nowogródzkim (m.in. Połoneczki). W chwili śmierci Michała Antoniego jego majątek był jednak zadłużony i posag dla jego córki, Izabeli, musieli zapewnić Radziwiłłowie nieświescy, Michał Kazimierz „Rybeńko” i jego pierwsza żona Franciszka Urszula z Wiśniowieckich.
Michał Antoni i Marcjana mieli razem dwójkę dzieci. Córka Izabela (1711–1761) poślubiła później Tadeusza Franciszka Ogińskiego. Syn Leon Michał (1722–1751) odziedziczył dobra ojcowskie.